# 瑞景新苑站
瑞景新苑站是一个位于中国天津市北辰区瑞景街道辰昌路与龙泉道交叉口以北，属于天津地铁1号线的地铁车站，本站原名西横堤站，2018年7月31日更为现名。

## 车站结构
瑞景新苑站站台位于道路中心上方，站厅布置于车站东、西入口及站房内，位于道路两侧。站厅位于地上二层，设有地铁客服中心，可为乘客提供人工购票、天津城市卡及地铁储值卡的发售充值、失物招领等服务。另外，站厅内还设有自动售票机、验票机、深圳发展银行自动取款机等自助服务设施。站台位于地上三层，采用侧式站台设计，站台宽度4.0米，并设有半高安全门。本站付费区设有自动扶梯及楼梯各4组连接地上三层站台层，非付费区亦设有自动扶梯及楼梯各4组连接地面各出口。乘客若想往返与两侧站台，需出站后通过位于非付费区的换向通道进行换向，给乘客带来了不便。

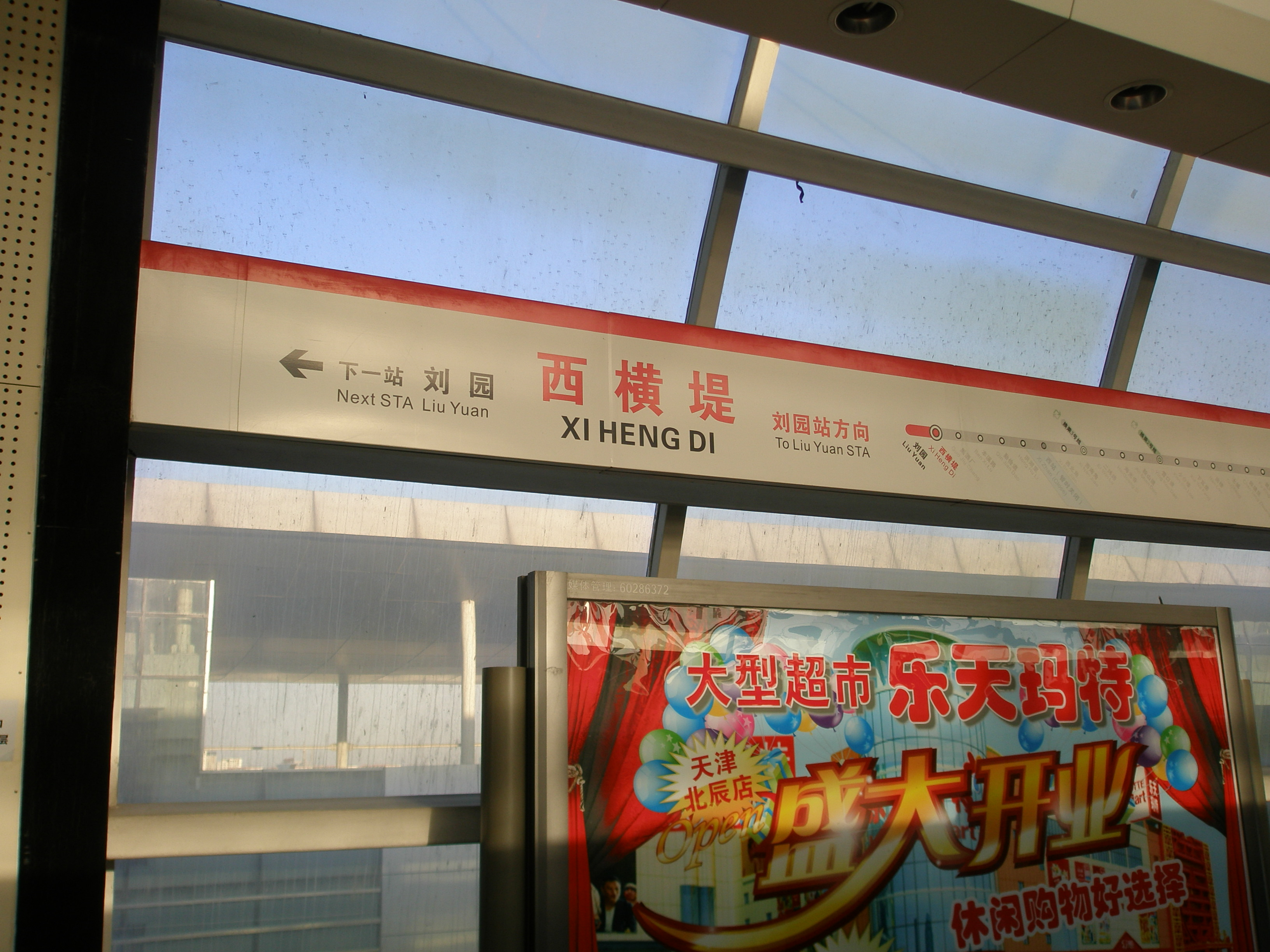
本站更名前站牌（2011年1月）

| 地上三层 | 侧式站台，右側開门 | 侧式站台，右側開门                       |
| 地上三层 | 轨道（东）         | █ 1号线往刘园（終點站）                  |
| 地上三层 | 轨道（西）         | █ 1号线往双桥河（佳园里）                |
| 地上三层 | 侧式站台，右側開门 |                                          |
| 地上二层 | 站厅               | 客服中心、自动售票机、验票机、自动取款机 |
| 地面     | 出入口             | A、B出入口                               |

## 车站出口
瑞景新苑站共设2个出口，各出口及周围设施如下所示：
|          |      |            |                                                        |
| 出口编号 | 照片 | 地点       | 可到达目的地                                           |
| 出口 · A |      | 辰昌路东侧 | 华润万家奥园店、瑞景大酒店                             |
| 出口 · B |      | 辰昌路西侧 | 天津奥林匹克花园、瑞景街社区卫生服务中心、瑞景商业中心 |

另外，瑞景新苑站还设有两部可供残障人士使用的电梯，可直接往返于站台和地面之间。

## 换乘交通
| 公共汽车线路 \| 编号 \| 编号 \| 线路 \| 线路 \| 线路 \| 收费 \| 运营商 \| 备注 \| \| ------ \| ----- \| ------------------ \| ------------ \| ---------------- \| ---- \| ---------- \| ---- \| \| \| 10 \| 西站公交站（C1） \| ⇆ \| 引河北里 \| 2元 \| 公交一公司 \| \| \| \| 34 \| 通北路 \| ⇆ \| 刘园公交站 \| 2元 \| 公交一公司 \| \| \| \| 649 \| 丁字沽公交站 \| ⇆ \| 河工大北辰校区 \| 2元 \| 公交一公司 \| \| \| \| 732 \| 双青新家园西公交站 \| 全程 ⇆ \| 丁字沽（一号路） \| 2元 \| 公交一公司 \| \| \| 快线 ⇆ \| 732 \| 双青新家园西公交站 \| 本溪路公交站 \| \| 2元 \| 公交一公司 \| \| \| \| 962 \| 辰兴路公交站 \| ⇆ \| 第六大道公交站 \| 2元 \| 公交一公司 \| \| \| \| 快速2 \| 双环西路公交站 \| ⇆ \| 动物园公交站 \| 2元 \| 巴士实业 \| \| |       |                    |              |                  |      |            |      |
| 编号 | 编号  | 线路               | 线路         | 线路             | 收费 | 运营商     | 备注 |
| | 10    | 西站公交站（C1）   | ⇆            | 引河北里         | 2元  | 公交一公司 |      |
| | 34    | 通北路             | ⇆            | 刘园公交站       | 2元  | 公交一公司 |      |
| | 649   | 丁字沽公交站       | ⇆            | 河工大北辰校区   | 2元  | 公交一公司 |      |
| | 732   | 双青新家园西公交站 | 全程 ⇆       | 丁字沽（一号路） | 2元  | 公交一公司 |      |
| 快线 ⇆ | 732   | 双青新家园西公交站 | 本溪路公交站 |                  | 2元  | 公交一公司 |      |
| | 962   | 辰兴路公交站       | ⇆            | 第六大道公交站   | 2元  | 公交一公司 |      |
| | 快速2 | 双环西路公交站     | ⇆            | 动物园公交站     | 2元  | 巴士实业   |      |

| 编号   | 编号  | 线路               | 线路         | 线路             | 收费 | 运营商     | 备注 |
| ------ | ----- | ------------------ | ------------ | ---------------- | ---- | ---------- | ---- |
|        | 10    | 西站公交站（C1）   | ⇆            | 引河北里         | 2元  | 公交一公司 |      |
|        | 34    | 通北路             | ⇆            | 刘园公交站       | 2元  | 公交一公司 |      |
|        | 649   | 丁字沽公交站       | ⇆            | 河工大北辰校区   | 2元  | 公交一公司 |      |
|        | 732   | 双青新家园西公交站 | 全程 ⇆       | 丁字沽（一号路） | 2元  | 公交一公司 |      |
| 快线 ⇆ | 732   | 双青新家园西公交站 | 本溪路公交站 |                  | 2元  | 公交一公司 |      |
|        | 962   | 辰兴路公交站       | ⇆            | 第六大道公交站   | 2元  | 公交一公司 |      |
|        | 快速2 | 双环西路公交站     | ⇆            | 动物园公交站     | 2元  | 巴士实业   |      |

## 车站历史
- 2006年6月12日，随天津地铁1号线开通启用；
- 2018年7月31日，本站更名为瑞景新苑站。

## 争议

### 站名争议
该站的旧站名“西横堤站”与实际中的“西横堤”（位于子牙河南岸，现为西北半环快速路的一部分）并无关系，系当初命名有误。2011年2月，天津地铁运营公司开始为本站征集新名称。2018年4月，天津地铁9号线车厢内最新的线路图上显示本站已经更名为瑞景新苑站，2018年7月31日，本站正式更名为瑞景新苑站。